# Justine Frischmann
Justine Frischmann (Kensington, 16 settembre 1969) è una cantante e pittrice britannica, nota soprattutto per essere stata la leader della band Elastica.

## Biografia
Justine Frischmann nasce a Kensington, Londra, da Wilem Frischmann, noto ingegnere ebreo ungherese sopravvissuto all'olocausto e da madre ebrea russa. Cresce a Twickenham e frequenta la St Paul's Girls' School. Poi studia architettura alla Bartlett School dello University College. Nel 1989 conosce Brett Anderson, studente dello University College con cui intreccia una relazione e costituisce il gruppo pop Suede, in cui suona la chitarra ritmica e solista.
Nel 1991 lascia i Suede e Brett Anderson e inizia a frequentare Damon Albarn dei Blur. La loro relazione prosegue sino al 1998. Albarn dedica a Justine varie canzoni, tra cui Beetlebum (che parla dei problemi connessi alla dipendenza dalla droga vissuti dalla coppia tra il 1996 e il 1998) e tre brani contenuti nell'album 13: 1992, Tender e No Distance Left To Run.
Nel 1992 fonda con Donna Matthews, Annie Holland e Justin Welch gli Elastica, band che riscuote un buon successo in Inghilterra già dal 1993, con il singolo Stutter. Con l'album Elastica (1995) il gruppo supera il record di vendite per un disco di debutto appartenente dal 1994 agli Oasis ed entra in lizza per il Premio Mercury. Nel 2001, dopo aver pubblicato un altro album nel 2000, la band si scioglie.
Nel 2005 Justine Frischmann si trasferisce a Boulder, in Colorado. Negli Stati Uniti d'America studia arti visive alla Naropa University, un'università di arti liberali fondata nel 1974 dal filosofo tibetano Chögyam Trungpa. Nel 2012 viene inserita nella prestigiosa lista 1000 Living Painters.